# Абатство Етал
Абатство Етал (на немски: Kloster Ettal) е бенедиктински манастир, разположен до село Етал, в близост до Оберамергау и Гармиш-Партенкирхен в Бавария, Германия.

## История
Бенедиктинският манастир Етал е основан на 28 април 1330 г. от императора на Свещената Римска империя Лудвиг IV Баварски, който дава тържествена клетва да построи monasterium nove consuetudinis et acentus inaudite (лат. нов необикновен и нечуван манастир).
Манастирът става и важно укрепление на търговския път от Аугсбург за Верона. От XIV век в него функционират мъжка и женска обител. През първите 4 века от съществуването си манастирът се превръща в значим религиозен център. В него се стичат множество поклонници които искат да видят статуята на Дева Мария с младенеца, която император Лудвиг IV донася от Пиза, Италия, станала известна като Мадоната от Етал. Манастирската църква е наречана „Успение на Света Богородица“. Абатството понася сериозни щети през май 1552 г. – по време на Реформацията, когато през района преминават войските на курфюрст Мориц Саксонски.
Истински разцвет настъпва през XVIII век. През 1710 г. в манастира е основана Рицарска академия, и абатството получава известност и като висше учебно заведение. През 1744 г. силен пожар унищожава голяма част от манастирските постройки, след което те са възстановени в стил барок, и богато украсени с гипсови орнаменти и стенописи. В Етал за известен период до 1803 г. заседава и Върховният имперски съд, след което по време на секуларизацията в Бавария, манастирът става собственост на Кралство Бавария и е продаден на търг през 1809 г. След като преминава през няколко собственици, през 1898 г. манастирът е купен от барон Теодор фон Крамер-Клет, който го предоставя на абатство Шейан. През 1900 г. в Етал пристигат монаси-бенедиктинци и възстановяват монашеския живот. Първоначално манастирът е приорат на абатство Шейан, а през 1907 г. отново става самостоятелно абатство. Манастирските сгради са обновени и възстановени с финансовата подкрепа на барон фон Крамер-Клет. Бившата рицарска академия се превръща в хуманитарна гимназия-интернат.
През 1994 г. монаси от Етал възстановяват като свой приорат стария августински манастир Векселбург в Саксония. Днес в абатство Ettal и приората Wechselburger има около 55 монаси.
В манастира Етал функционират освен гимназията-интернат още и манастирска пекарна, пивоварна, дестилационна за ликьори, книжарница, издателство, хотел и няколко малки занаятчийски работилници, чрез които се подпомага издръжката на монасите. Абатството е прочуто със своя целебен билков ликьор, приготвен от 40 алпийски билки, както и с манастирската си бира, които се приготвят по стари средновековни рецепти.

## Абати
- Heinrich I. Rieter, 1331 – 1344
- Eberhard от Niederaltaich, 1344 – 1349
- Jodok von Agenwang, 1349 – 1352/1353 (?)
- Konrad I. Kummersprugger от Tegernsee, 1360 – 1390 (1356 – 1360 администратор)
- Heinrich II. Zucker, 1390 – 1393
- Berner/Werner, 1393–um 1399 († 1407)
- Konrad II. Duringfeld, 1399 – 1413
- Heinrich III. Sandauer, 1413 – 1414
- Ulrich Hohenkircher, 1414 – 1419
- Konrad III. Schifflein/Schifflin, 1419 – 1439
- Johannes I. Kufsteiner, 1440 – 1452 († 1455)
- Simon Hueber, 1452 – 1476
- Stephan Precht, 1476 – 1492
- Benedikt Zwink, 1492 – 1495 († 1495)
- Johannes II. Spangler, 1495 – 1511
- Maurus I. Wagner, 1511 – 1522
- Maurus II. Nuzinger, 1522 – 1549
- Placidus I. Gall, 1549 – 1566
- Nikolaus Streitl, 1566 – 1590
- Leonhard Hilpolt, 1590 – 1615
- Othmar I. Goppelsrieder, 1615 – 1637 (1613 коадютор)
- Ignatius Rueff, 1637 – 1658
- Virgil Hegler, 1658 – 1668
- Benedikt II. Eckart, 1668 – 1675
- Roman Schretter, 1675 – 1697
- Romuald Haimblinger, 1697 – 1708
- Placidus II. Seitz, 1709 – 1736
- Bernhard I. Oberhauser, 1736 – 1739
- Benedikt III. Pacher, 1739 – 1759 († 1796)
- Bernhard II. (Ludwig) von Eschenbach, 1761 – 1779
- Othmar II. Seywold, 1779 – 1787
- Alphons Hafner, 1787 – 1802
- Секуларизация
- Willibald Wolfsteiner, 1907 – 1933 (приор 1900 – 1907)
- Angelus Kupfer, 1933 – 1951
- Johannes Maria Hoeck, 1951 – 1961
- Karl Groß, 1961 – 1973
- Edelbert Hörhammer, 1973 – 2005
- Barnabas Bögle, 2005 – 2010
  - Emmeram Walter, февруари – юли 2010, вакант-администратор
- Barnabas Bögle, (от 11 юли 2010)

## Манастирска бира Еталер
Манастирската пивоварна е основана през 1609 г. След възстановяването на манастира през 1900 г. пивоварната също се връща в собственост на манастира и монашеската пивоварна традиция е възстановена. Етал е сред малкото манастири в Германия с действащи монашески пивоварни.
Продукцията на пивоварната включва следния асортимент бира с марката „Ettaler“:
- Ettaler Edel Hell – светъл мюнхенски лагер с алкохолно съдържание 5.2 об %.
- Ettaler Kloster Dunkel – тъмен мюнхенски лагер с алкохолно съдържание 5.0 об %.
- Ettaler Heller Bock – силна светла бок бира с алкохолно съдържание 7.2 об %.
- Ettaler Kloster Curator – силен тъмен допелбок с алкохолно съдържание 7.0 об %.
- Ettaler Benediktiner Weißbier  – кехлибарена вайс бира с алкохолно съдържание 5.4 об %.

## Манастирски ликьор Еталер
Манастирската дестилерия произвежда и билкови ликьори „Ettaler“, които се произвеждат в следните разновидности: Ettaler Klosterliqueure Gelb, Ettaler Klosterliqueure Grün, Ettaler Klosterliqueure Heidelbeer, Ettaler Klosterliqueure Kloster-Geist, Ettaler Klosterliqueure Hopfen-Halbbitter, Ettaler Klosterliqueure Kloster-Bitter, Ettaler Klosterliqueure Heulikör и Ettaler Klosterliqueure Herbamund.